# Veni Creator Spiritus, WAB 50
Veni Creator Spiritus (Viens, Esprit Créateur), WAB 50, est un motet composé par Anton Bruckner vers 1884.

## Historique
Le motet a été composé vers 1884. Le manuscrit de Bruckner est archivé à l'Abbaye de Schlägl, où il a été retrouvé en 1931. Le motet, qui a d'abord été publié dans le Volume IV/1, p. 524 de la biographie Göllerich/Auer, est édité dans le Volume XXI/36 de la Bruckner Gesamtausgabe.

## Musique
Le motet est une harmonisation de l'hymne grégorien Veni Creator Spiritus pour voix et orgue.

## Discographie
Il y a un seul enregistrement du Veni Creator Spiritus de Bruckner :
- Jonathan Brown, Ealing Abbey Choir, Anton Bruckner: Sacrrd Motets – CD: Herald HAVPCD 213, 1997 (transcription pour chœur d'hommes a cappella)

## Sources
- August Göllerich, Anton Bruckner. Ein Lebens- und Schaffens-Bild, vers 1922 – édition posthume par Max Auer, G. Bosse, Ratisbonne, 1932
- Anton Bruckner – Sämtliche Werke, Band XXI: Kleine Kirchenmusikwerke, Musikwissenschaftlicher Verlag der Internationalen Bruckner-Gesellschaft, Hans Bauernfeind et Leopold Nowak (Éditeurs), Vienne, 1984/2001
- Cornelis van Zwol, Anton Bruckner 1824-1896 – Leven en werken, uitg. Thot, Bussum, Pays-Bas, 2012.  (ISBN 978-90-6868-590-9)